# Кевхіані
Кевхіані (груз. ქევხიანი) — село в Грузії.
За даними перепису населення 2014 року в селі проживає 117 осіб.